# Awanhard (kompleks skoczni)
Awanhard (ukr. Авангард) – kompleks skoczni narciarskich w Worochcie na Ukrainie.

## Historia
Historia skoków narciarskich na tym terenie sięga roku 1922, gdy powstały tu pierwsze skocznie. W tym samym roku odbyły się tu mistrzostwa Polski, w których 3 m. zajęła Elżbieta Michalewska-Ziętkiewiczowa, która została pierwszą na prawie 80 lat, choć jeszcze nieoficjalną mistrzynią Polski. Właściwe obiekty powstały w 1955, jako baza treningowa dla skoczków reprezentujących ZSRR na arenie międzynarodowej. W 1973 skocznie gruntownie zmodernizowano, jednocześnie dobudowując mniejsze obiekty. Wielokrotnie odbywały się tu mistrzostwa ZSRR w skokach narciarskich. Po rozpadzie Związku Radzieckiego skocznie zaczęły stopniowo niszczeć. Gdy władze związku narciarskiego na Ukrainie zainteresowały się nimi, w krótkim czasie zorganizowano fundusze na ich remont. Przesunięto punkt konstrukcyjny z 87 na 90 m. Cały kompleks wyłożono matami igelitowymi.

## Skocznie współcześnie
Obecnie do kompleksu należą skocznie o punktach konstrukcyjnych wynoszących kolejno 90, 75, 45 i 20 metrów. Wszystkie skocznie wyłożone są matami igelitowymi, dzięki czemu kadra ukraińska ma warunki do treningu przez cały rok. Jednak maty są już stare, zniszczone i wskazana byłaby ich wymiana. Na skoczniach niekiedy trenują skoczkowie z Białorusi, gdyż brakuje tam skoczni narciarskich. Skocznie K90, K65 i K45 mają połączony zeskok. Najmniejsza, K20 usytuowana jest po lewej stronie od K90. Skocznie są już przestarzałe i wymagają renowacji, jednak władze klubu troszczą się o nie; pomimo braku homologacji FIS skocznie spełniają wymogi bezpieczeństwa.